# Bánh Mazurek
Mazurek là một loại bánh rất  ngọt, dẹt, được nướng ở Ba Lan cho lễ Phục sinh . Ở một số vùng, nó cũng được chuẩn bị cho mùa Giáng sinh và kỳ nghỉ.
Theo giáo trình ẩm thực Ba Lan, mazurek điển hình là một chiếc bánh có thể được làm bằng một hoặc hai lớp bánh ngọt ngắn (hoặc "ngắn một nửa") hoặc một lớp bánh ngọt ngắn (hoặc "ngắn một nửa") được phủ bằng một lớp bánh xốp bơ . Hai lớp được "dán" lại với nhau với sự trợ giúp của một lớp mứt ở giữa. Trong trường hợp chỉ có một lớp, bơ thực vật có thể bỏ qua hoặc dùng ở trên, dưới lớp kem phủ. Phần trên của mazurek được phủ một lớp kem (tức là kem đường và kem caramel) hoặc thạch.  Nó cũng được trang trí với quả hạch hoặc hạnh nhân và mứt trái cây . Theo truyền thống, bánh mazurek nướng tại nhà thường được trang trí với các loại trái cây và hạt khô.
Trong phiên bản một lớp, chiếc bánh bao gồm các đường viền được làm bằng bánh ngọt "ngắn một nửa" . Đôi khi, lớp vỏ giòn được bao quanh ở đỉnh với một hàng trang trí sử dụng nửa chiếc bánh ngọt hoặc macaroon.
Trong số các phiên bản khác, "Gypsy mazurek" (mazurek cygański) thường được tìm thấy trong các sách dạy nấu ăn phổ biến và các giáo trình ẩm thực. Một tấm bánh ngọt "nửa ngắn" là "nửa nướng", phủ một lớp trái cây sấy khô, hạnh nhân, lòng đỏ trứng thêm kem với đường và lòng trắng trứng đánh bông rồi nướng lại. 